# めっちゃe-すぽっ
『めっちゃe-すぽっ』（めっちゃイーすぽっ）は、琉球放送（RBCテレビ）で夜に放送されているゲーム番組である。

## 放送時間
スポーツ中継の延長時や特番放送時には放送休止もしくは時間変更になる。
- 土曜日 0:15 - 0:45（金曜深夜）